# 이즈미사와 진
이즈미사와 진(일본어: 泉澤 仁, 1991년 12월 17일 ~ )는 일본의 축구 선수이다.

## 구단 경력
그는 2014년부터 J리그의 오미야 아르디자, 감바 오사카, 도쿄 베르디, 요코하마 F. 마리노스, 방포레 고후에서 뛰었다.